# Trichobaptes auristrigata
Trichobaptes auristrigata är en fjärilsart som beskrevs av Carl Plötz 1880. Trichobaptes auristrigata ingår i släktet Trichobaptes och familjen glasvingar. Inga underarter finns listade i Catalogue of Life.